# Амба-Арадамская операция
Амба-Арадамская операция (ит. Battaglia dell'Amba Aradam) (также известная как Битва при Эндерте) — сражение в феврале 1936 года на северном фронте Второй итало-абиссинской войны в районе Амба-Арадама в провинции Эндерта.
В результате Первого сражения в Тембьене угроза, которую войска раса Кассы представляли для I и III армейских корпусов, была нейтрализована. 9 февраля маршал Бадольо на пресс-конференции в своём штабе объявил, что мощное препятствие в виде войск раса Мулугеты, преградившее дорогу на Аддис-Абебу, будет ликвидировано. 
Хотя силы противников были примерно равны, Бадольо имел подавляющее материальное преимущество над Мулугетой. У итальянцев, атакующих Амба-Арадам, было более 5000 пулеметов, 280 артиллерийских орудий и 170 самолетов. Напротив, у эфиопов было около 400 пулеметов, 18 старых полевых орудий среднего калибра, небольшое количество зенитных орудий и не было самолетов. Единственным преимуществом Мулугеты были крутые склоны Амба-Арадама. Весь массив Амба-Арадам был испещрен сооруженными абиссинцами убежищами и траншеями, почему фронтальная его атака могла вызвать большие потери. Прилежащие на флангах амба Арадам высоты абиссинцы заняли обеспечивающими частями — по 15 000 человек.
В 8 часов утра 10 февраля 1936 года Бадольо начал Амба-Арадамскую операцию. Он вёл её по-современному: самолеты-разведчики заранее нанесли на карту район вокруг Амба-Арадама и обнаружили слабые места в обороне раса Мулугеты; примерно каждые пять минут те же самолеты-разведчики облетали линию фронта и определяли для итальянских артиллеристов цели; итальянцы массировали артиллерию (до 108 орудий на центральном участке); непрерывно проводили настойчивые воздушные и артиллерийские обстрелы эфиопских позиций; широко применялись дымовые завесы, химические заграждения (ипритом) на своих открытых флангах.
Бадольо планировал окружить Амба-Арадам и атаковать Мулугету с тыла после того, как его силы соединяться в Хинтало. 11 февраля 1-й армейский корпус из Май-Габата двинулся вокруг западной стороны Амба-Арадама. В то же время 3-й армейский корпус двинулся к восточной стороне Амба-Арадама и вокруг нее. Слишком поздно рас Мулугета осознал план итальянцев по окружению его позиций, но решил провести контратаку.
Во второй половине дня 12 февраля крупные эфиопские силы двинулись вниз по западным склонам Амба-Арадама и атаковали дивизию "21 апреля". Чернорубашечники были задержаны, но дивизия "Пустерия" продолжала продвигаться к Хинтало. Почти непрерывные и настойчивые воздушные и артиллерийские обстрелы эфиопских позиций подорвали у эфиопов большую часть их воли к сопротивлению. Вечером 14 февраля итальянские клещи почти сомкнулись. 
К утру 15 февраля под покровом темноты и густой облачности итальянцы завершили окружение Амба-Арадама. Когда рассвело и тучи рассеялись, эфиопы бросились вниз по западным склонам Амба-Арадама в сторону Адди-Коло и неоднократно атаковали итальянцев. Но итальянская артиллерия и авиация свели на нет ярость эфиопского наступления. К темноте сражение практически закончилось. 
Эфиопам удалось прорвать линию итальянцев вокруг Адди-Коло. Через этот прорыв армия раса сбежала и отступила к Амба-Алаги и Сэкоте, где Мулугета планировал собрать свои силы. Бадольо обрушил всю мощь итальянских ВВС на отступающую армию эфиопов: за четыре дня на беглецов сбросили сорок тонн горчичного газа. Рас Мулугета погиб во время отступления.
После победы Бадольо решил разгромить войска расов Кассы и Сейюма и закончить то, что было начато в Первом сражении в Тембьене.